# Organy w kościele farnym w Kazimierzu Dolnym

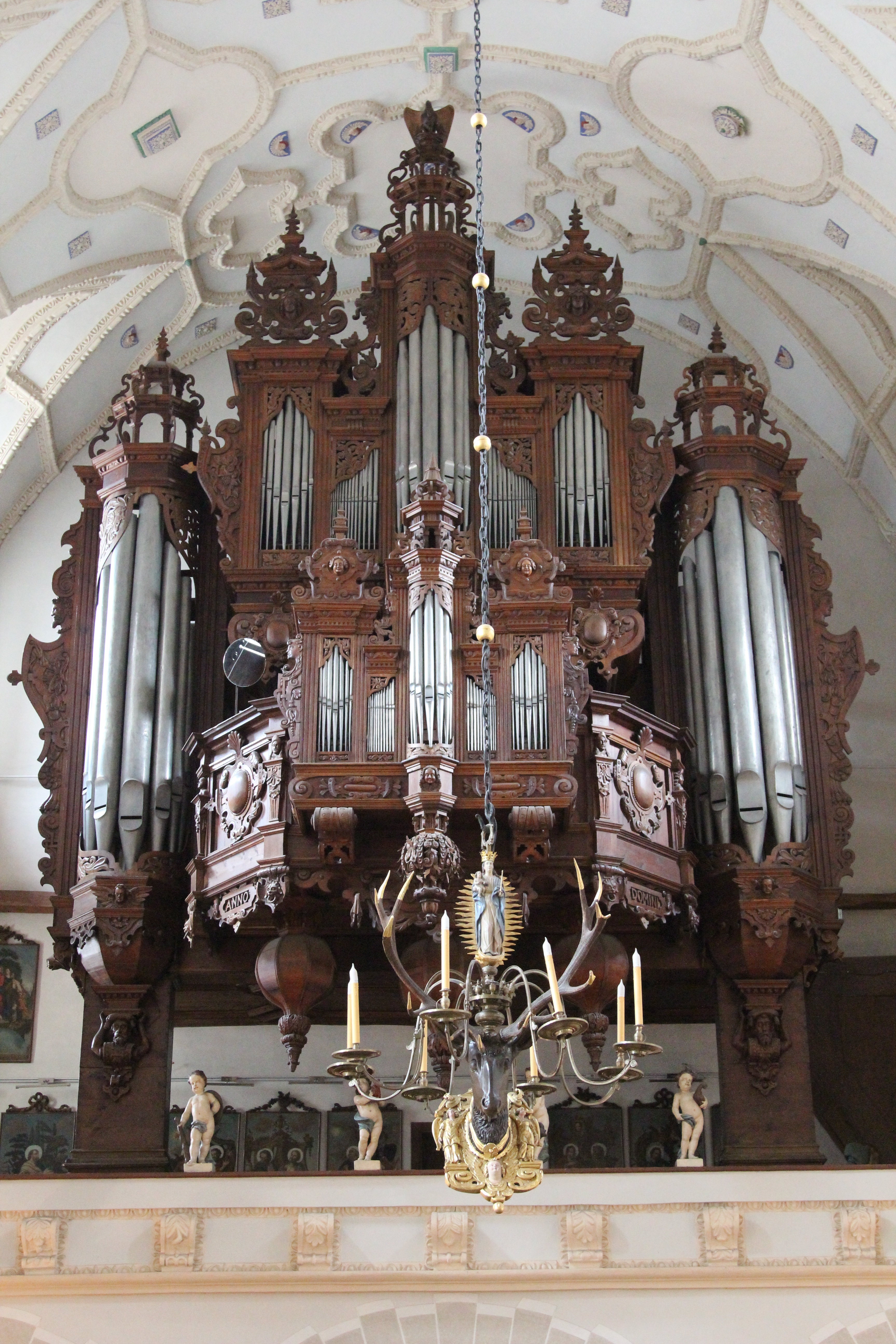

Organy w kościele farnym w Kazimierzu Dolnym – 35-głosowe barokowe organy piszczałkowe z mechaniczną trakturą w kościele św. Jana Chrzciciela i św. Bartłomieja w Kazimierzu Dolnym. Jedne z najstarszych grywalnych organów w Polsce. Instrument umieszczony jest na emporze w tylnej części budynku i posiada trzy sekcje brzmieniowe. Zbudowany został przez organmistrza Szymona Liliusza w 1620 roku, a później kilkukrotnie remontowany. Ostatni remont przeprowadzony został w 2012 przez pracownię organmistrzowską Michała Klepackiego przy konsultacjach z organmistrzem Jerzym Kuklą.

## Charakterystyka
Z oryginalnego instrumentu zachowały się m.in. wiatrownice klapowo-zasuwowe, większość głosów oraz mechaniczna traktura gry. W zabudowie architektonicznej organów wyraźnie wydzielone są główny zespół brzmieniowy Hauptwerk, pozytyw chórowy Rückpositiv oraz wieże z basowymi piszczałkami sekcji Pedalwerk. Oryginalny stół gry mieści dwa manuały z klawiszami w kolorze drewna oraz klawiaturę nożną. Włączniki rejestrowe mają formę żelaznych manubriów i znajdują się po bokach manuałów oraz za plecami ławki dla organisty – w ścianie Rückpositivu.

### Dyspozycja
Dyspozycja organów po remoncie w 2012 roku:
| Manuał I Rückpositiv | Manuał II Hauptwerk | Pedał Pedalwerk |
| --- | --- | --- |
| Pryncypał 4′ Flet Major 8′ Spicflet 4′ Flet Minor 4′ Octava 2′ Sedecyma 1′ Mixtura I 1′ Quinta 2 2/3′ Superoctava 1′ Salcynał 4′ Mixtura I 1/2′ | Pryncypał 8′ Octava 4′ Mixtura IV Flet Major 8′ Spicflet 16′ Portunal 4′ Flet Minor 4′ Salcynał 4′ Superoctava 2′ Sedecyma 1′ Spicflet 4′ Portunal 8′ | Pryncypał 16′ Subbas 16′ Mixtura I Burdon 8′ Spicflet 8′ Amabilis 4′ Flet Minor 4′ Flet Major 8′ Flet 2′ Octava 2′ Quinta 1 1/3′ Trombone 16′ |
| Urządzenia dodatkowe: tympan, dzwonki, wypust powietrza                                                                                         | | |